# Rasputin (film)
Pour plus de détails, voir Fiche technique et Distribution.
Pour les articles homonymes, voir Raspoutine (film).
Rasputin est un film italien de Louis Nero sorti en 2010.

## Synopsis
Le moujik Raspoutine. Le dernier jour de la vie de mystique russe Grigori Raspoutine, on l'accuse de sorcellerie, et un complot s'organise.

## Fiche technique
- Titre : Rasputin
- Réalisation : Louis Nero
- Scénario : Louis Nero
- Photographie : Louis Nero
- Musique : Teho Teardo
- Durée : 85 minutes
- Date de sortie : 8 avril 2010